# WASP-12
WASP-12 este o stea pitică galbenă cu magnitudinea 11, situată la aproximativ 1347 de ani lumină distanță în constelația Vizitiul. WASP-12 are o masă și o rază similare cu cele ale Soarelui și este cunoscută pentru că este orbitată de o planetă extrem de fierbinte, care are o orbită retrogradă în jurul ei. WASP-12 formează un sistem triplu de stele, având doi însoțitori pitici roșii. Ambii au tipuri spectrale M3V și sunt doar 38%, respectiv 37% din masa Soarelui.

## Sistem planetar
Descoperită în 2008, planeta extrasolară WASP-12b orbitează în jurul stelei WASP-12 prin metoda tranzitului. Raportul său ridicat de carbon la oxigen sugerează că planete stâncoase ar fi putut fi formate în sistemul stelar și că WASP-12b ar putea fi o planetă de carbon. Este supusă unei fotoevaporări intense și s-ar putea să fie complet distrusă în următorul miliard de ani.
 

În 2015, nu au fost descoperite indicii ale existenței unor planete suplimentare în sistemul WASP-12.

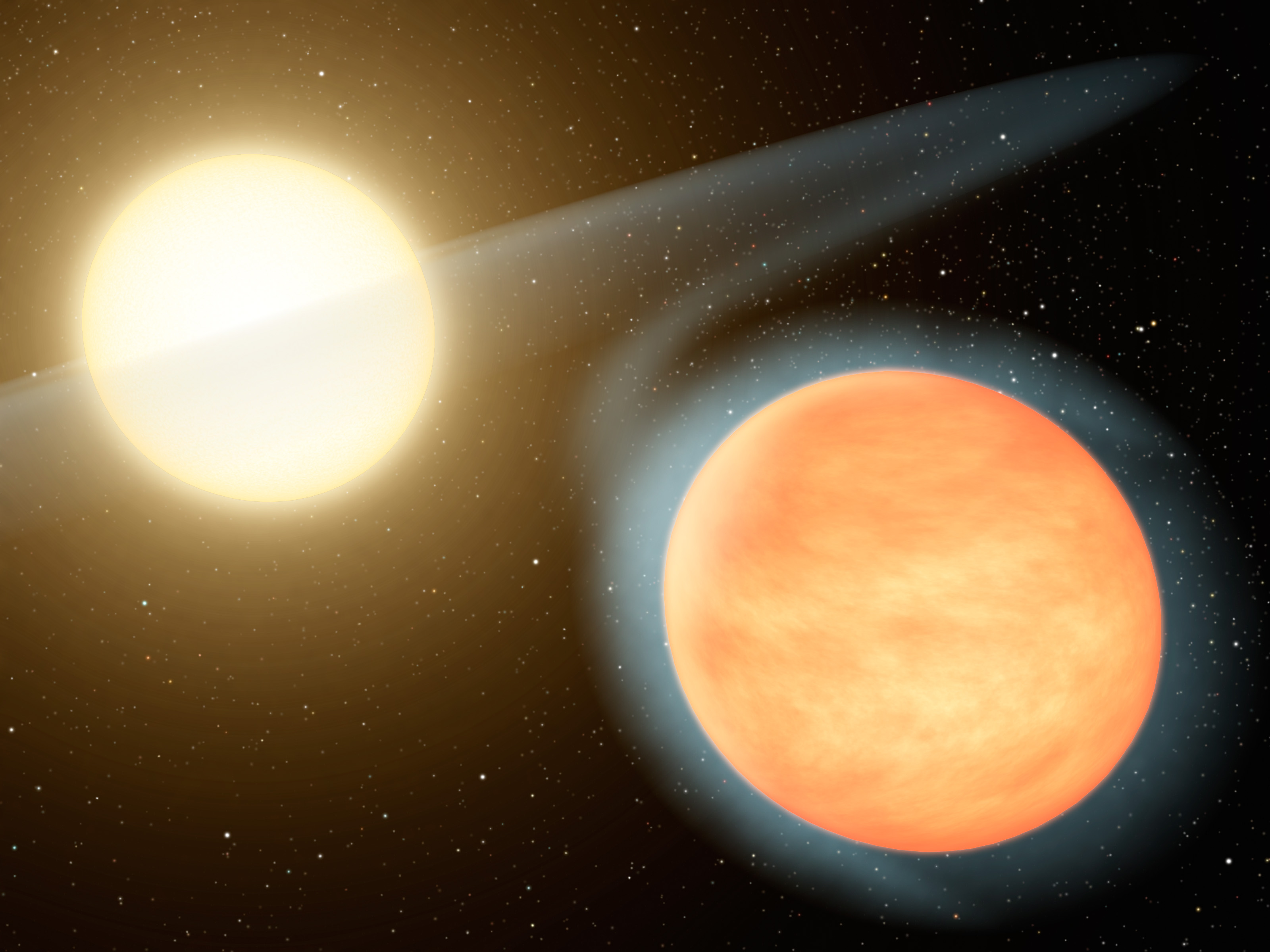
WASP-12b.
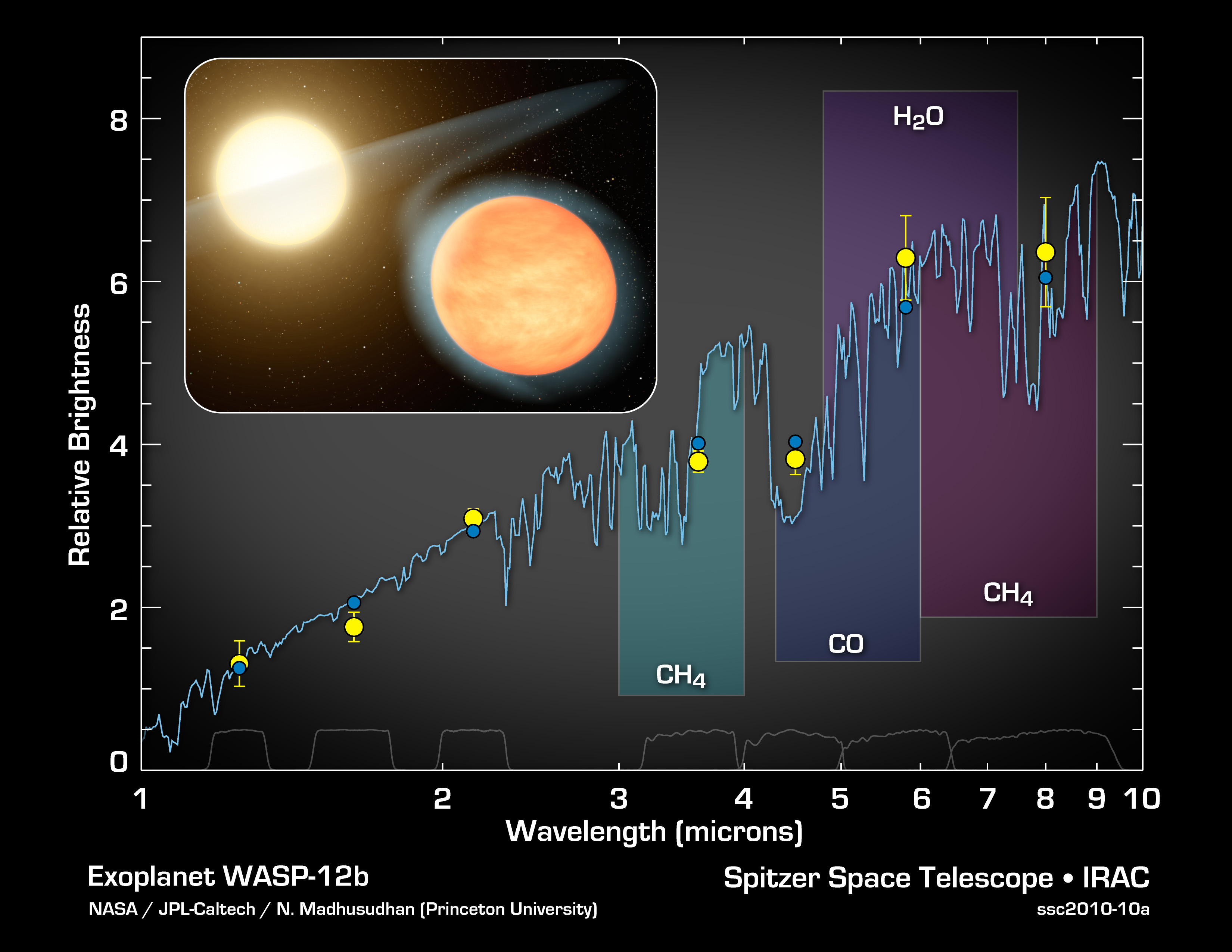
WASP-12b.
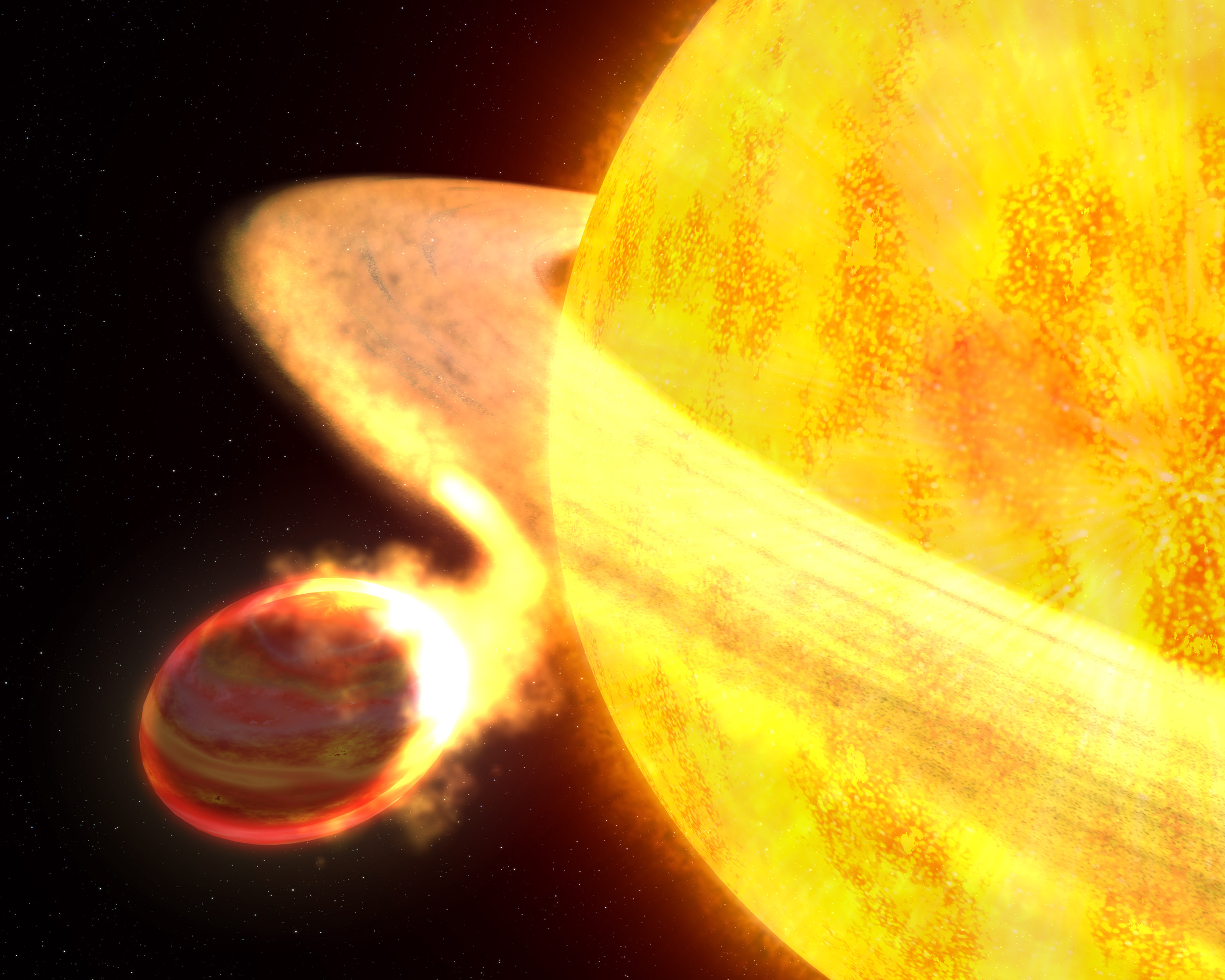
Concepția artistului despre WASP-12 și WASP-12b